# Árnyak és köd
Az Árnyak és köd (eredeti cím: Shadows and Fog) 1991-es amerikai fekete-fehér filmvígjáték, amelyet Woody Allen rendezett a Halál című egyfelvonásos színdarabja alapján. A főszerepekben Allen, Mia Farrow, John Malkovich, John Cusack, Madonna és Kenneth Mars láthatóak. A filmet egy 26 000 négyzetméteres (2400 m2) helyszínen forgatták a Kaufman Astoria stúdióban, amely a New Yorkban épített legnagyobb forgatási helyszín volt. Ez volt Allen utolsó filmje az Orion Pictures számára.

## Cselekmény
Miután egy fojtogató elszabadul, egy könyvkereskedő a város körül járkál, hogy megtalálja azt a rendfenntartó csoportot, akik a gyilkost szeretnék elfogni.

## Szereplők
- Woody Allen – Kleinman
- Kathy Bates – Prostituált
- Philip Bosco – Mr. Paulsen
- Charles Cragin – Spiro
- John Cusack – Diák Jack
- Mia Farrow – Irmy
- Jodie Foster – Dorrie
- Fred Gwynne – Hacker követője
- Robert Joy – Spiro követője
- Julie Kavner – Alma
- William H. Macy – Spiro zsaruja
- Madonna – Marie
- John Malkovich – Paul (A bohóc)
- Kenneth Mars – Bűvész
- Kate Nelligan – Eve
- Donald Pleasence – Orvos
- James Rebhorn – Önbíráskodó
- John C. Reilly – Zsaru a rendőrségen
- Wallace Shawn – Simon Carr
- Kurtwood Smith – Vogel követője
- Josef Sommer – Pap
- David Ogden Stiers – Hacker
- Lily Tomlin – Jenny
- Daniel von Bargen – Önbíráskodó
- Michael Kirby – Gyilkos

## Számlista
- The Cannon Song from Little Threepenny Music (1928) - Kurt Weill - Canadian Chamber Ensemble
- The Cannon Song from Little Threepenny Music (1928) - Kurt Weill - London Sinfonietta
- When Day Is Done (1926) - Robert Katscher & Buddy G. DeSylva - Jack Hylton és Zenekara
- Ja, Ja die Frau'n sind meine schwache Seite - Kurt Schwabach & Augustin Egen - Jack Hylton és Zenekara
- Prologue from the Seven Deadly Sins (1934) - Kurt Weill - Bertolt Brecht
- Alabama Song(1930) - By Kurt Weill (1927) & Bertolt Brecht - Marek Weber
- Moritat from the Three Penny Opera (1928) - Kurt Weill és Bertolt Brecht - Berlin Staatsoper
- When the White Lilacs Bloom Again (1928) - Franz Doelle - Fritz Rotter -Jack Hylton zenekara[2]

## Bevétel
Az 1991-es bemutató után az Árnyak és köd 1992. március 20-án került széles körben a mozikba 288 észak-amerikai városban. Az első három nap alatt 1 111 314 dollár bevételt hozott (vetítésenként 3 858 dollár). A film összesen 2 735 731 dolláros bevételt ért el. A gyártási költségvetését 14 millió dollárra becsülték.

## Fordítás
- Ez a szócikk részben vagy egészben  a   Shadows and Fog című angol Wikipédia-szócikk fordításán alapul.  Az eredeti cikk szerkesztőit annak laptörténete sorolja fel. Ez a jelzés csupán a megfogalmazás eredetét és a szerzői jogokat jelzi, nem szolgál a cikkben szereplő információk forrásmegjelöléseként.